# الكرعين (طبق مغربي)
الكرعين هو طبق مغربي شهير يعتمد على طهي أرجل العجل أو الخراف أو الماعز مع القطاني، وخاصة الحمص. يتم تحضير هذا الطبق بطرق مختلفة حسب المناطق والتقاليد.

## المقادير

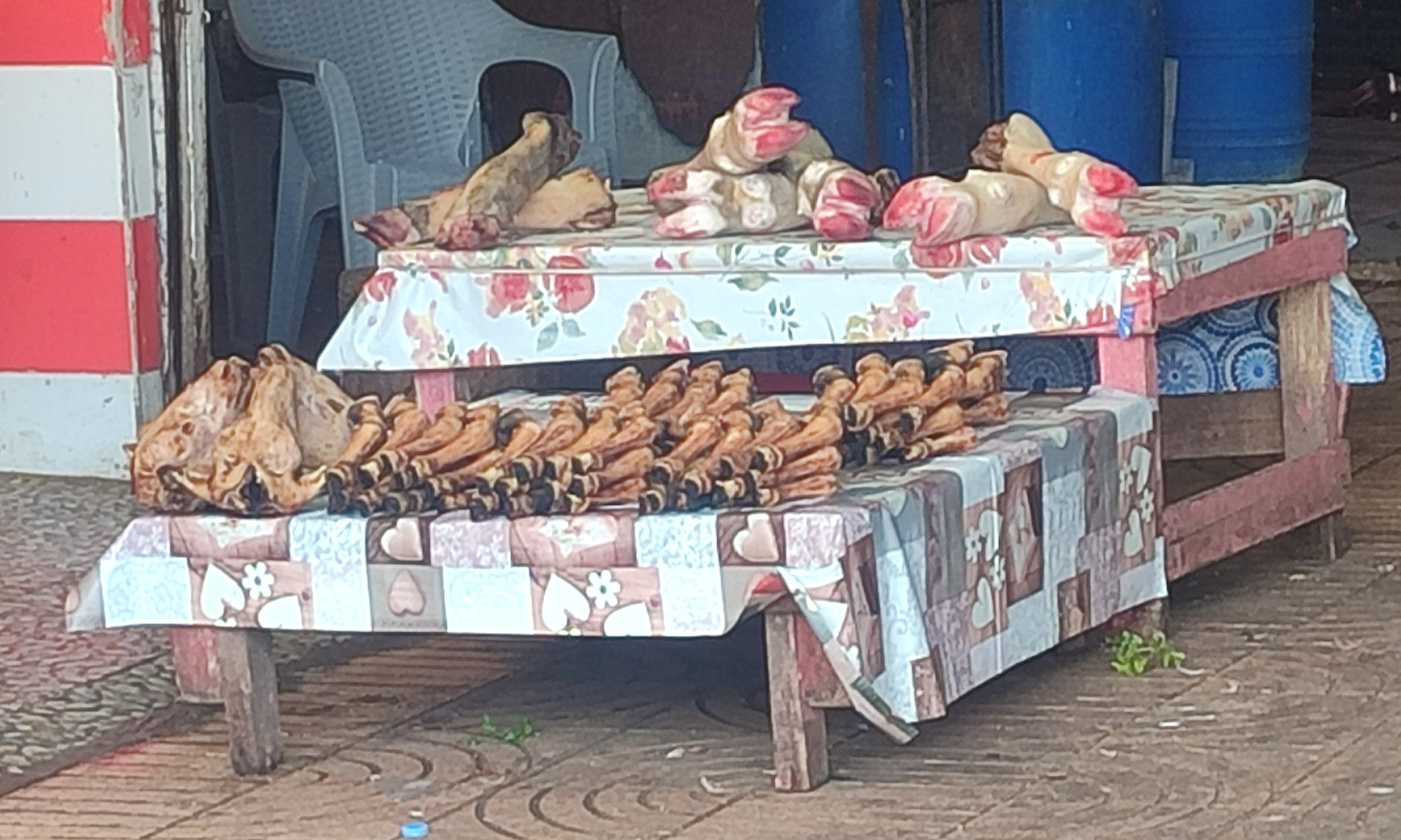
بيع أرجل العجل والخراف بسوق جميعة بالدار البيضاء.

المقادير المطلوبة لإنجاز طبق الكرعين عادة هي أرجل العجل أو الماعز أو الخراف والثوم والكمون والفلفل الحار والقرفة والزنجيل والكركم والفلفل الأسود والملح وزيت الزيتون ونوار الشمس والماء والعسل، ويطبخ عادة مع القطاني مثل الحمص أو الفاصوليا البيضاء أو الأرز أو العنب المجفف.